# Johann Argentier

De morbis

Johann Argentier (Giovanni Argenterio, Argenterius) (* 1513 in Castelnuovo Don Bosco, Region Piemont; † 13. Mai 1572)  war ein italienischer Mediziner.

## Leben
Bei seinem Studium in Turin bereitete ihm die Armut seiner Eltern viele Hindernisse.
Ab 1538/39 war er Arzt in Lyon, wo auch sein Bruder Bartholomäus als Arzt arbeitete, und ab 1544 kurzzeitig in Antwerpen. Kranke wollten sich ungern von ihm behandeln lassen, da man den unguten Ausgang seiner Kuren befürchtete.
Danach war er Professor in Pisa, Neapel, Rom, Mondovì im Piemont (wo 1560–1566 eine Universität bestand) und zuletzt in Turin. Zu seinen Schülern zählten Reinerus Solenander, Wilhelm Rondelet und Lorenz Joubert.
Er leugnete die vielfachen Geister, die für die Galenische Schule unentbehrlich waren und stiftete eine Schule, die viel zum Sturz des Galen’schen Systems beitrug. Leonhart Fuchs bezeichnete er als tübingischen Grammatiker.
Sein Sohn Hercules gab die von ihm hinterlassenen und noch ungedruckten Schriften heraus.

## Veröffentlichungen
- Opera omnia
- De morbis (eingeschränkte Vorschau in der Google-Buchsuche)
- De consultationibus medicis (eingeschränkte Vorschau in der Google-Buchsuche)